# Veliki Pašijan
Veliki Pašijan is een plaats in de gemeente Garešnica in de Kroatische provincie Bjelovar-Bilogora. De plaats telt 377 inwoners (2001).